# سبینه بابایوا
سبینه بابایوا (به ترکی آذربایجانی: Səbinə Babayeva) (زاده ۲ دسامبر ۱۹۷۹ در باکو) خوانندهٔ اهل جمهوری آذربایجان است.
سبینه دانش‌آموخته دانشگاه آصف زینالی است.
او در چندین مسابقهٔ داخلی و خارج شرکت کرده و در برخی برنده شده‌است.
سبینه به‌خاطر موسیقی تیتراژ سریال «بیاز حیاط» («زندگی سپید») به نام «رؤیا کیمی» («مثل رؤیا») در سال ۲۰۰۳ به شهرت رسید.

## یوروویژن
سبینه از سال ۲۰۰۸ تا ۲۰۱۱ تلاش می‌کرد که نمایندهٔ آذربایجان در مسابقات آواز یوروویژن شود اما هر سال ناموفق بود.
سبینه پس از بُرد در مسابقه انتخاباتی آذربایجان برای یوروویژن ۲۰۱۲، به عنوان نمایندهٔ کشورش در این مسابقه برگزیده شد. ترانهٔ او «وقتی موسیقی می‌میرد» (به انگلیسی: When The Music Dies) نام دارد.